# Tony Dumas
Tony Dumas (Los Angeles, 1 oktober 1955) is een Amerikaanse jazzbassist.

## Carrière
Dumas begon zijn muziekcarrière begin jaren 1970 in de bands van Johnny Hammond Smith, Kenny Burrell en Freddie Hubbard. In 1974 speelde hij met Patrice Rushen. Vanaf midden jaren 1970 was hij volledig als studiomuzikant werkzaam en werkte hij mee aan opnamen van Nat Adderley en J.J. Johnson in Japan in 1977, Billy Higgins (Soweto, 1979), Jack Sheldon, George Cables, Milcho Leviev, Art Pepper (1980), Frank Morgan (1985), Billy Childs (1988) en Joe Farrell (1992). Begin jaren 1990 werkte hij in de regio Los Angeles met Ernie Watts, Joe Henderson/Chick Corea (Relaxin' at Camarillo) en Rickey Woodard.